# Gelo XVII

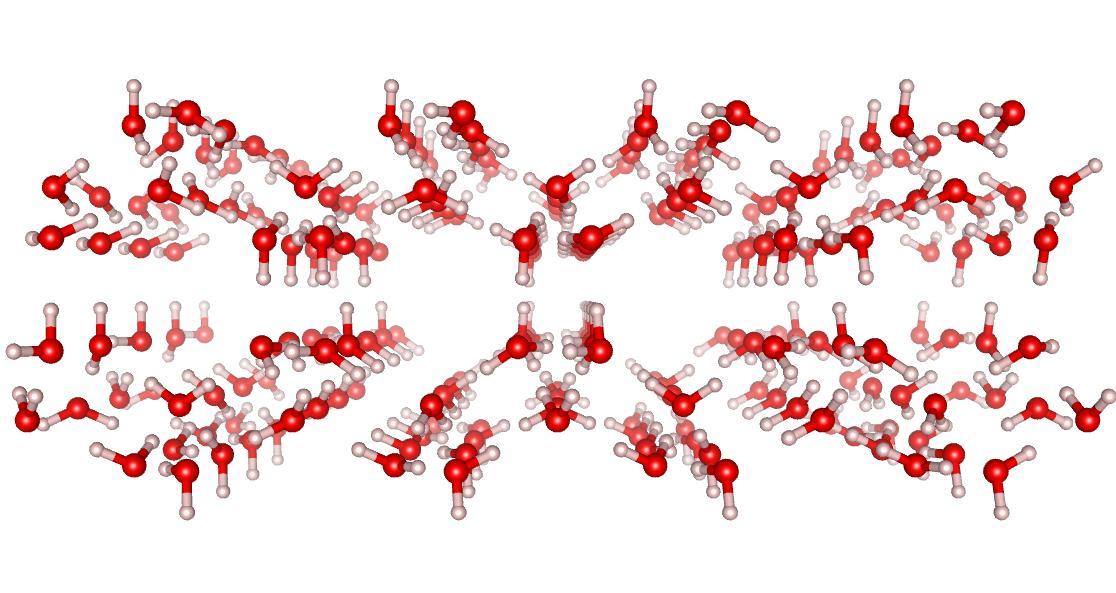
Ilustração.

Gelo XVII é uma forma metaestável hexagonal do gelo. Pode ser formado a partir do composto (H2O)2H2, que consiste em cadeias de moléculas de água interpenetrantes a altas pressões (aproximadamente iguais a 400 MPa na temperatura de 280 K), quando dele se libera todo o hidrogênio pelo aquecimento a vácuo, por cerca de uma hora e a uma temperatura entre 110 e 120 K. Pode ser usado como um material barato, útil, microporoso e amigável ao meio ambiente para o armazenamento de gás carbônico.